# Raoul André Ulmann
Raoul André Ulmann (Parigi, 28 maggio 1867 – Parigi, 1932) è stato un pittore francese.
Allievo di William Bouguereau e di Tony Robert-Fleury, Ulmann ama dipingere paesaggi marini bretoni, olandesi e vedute di Parigi.
A partire dal 1907, espone dei paesaggi alla Société nationale des beaux-arts e anche con Société nouvelle de Paris in seguito ribattezzata Société des peintres et sculpteurs, presieduta da Auguste Rodin nell'ambito delle esposizioni di Parigi e degli Stati Uniti d'America, in particolare a Buffalo in novembre-dicembre 1912
Quando Ulmann era ancora vivente, lo stato francese acquisisce numerose sue opere che vengono esposte al Museo di Lussemburgo, al Musée Bonnat di Bayonne, alla Camera dei deputati e al Palazzo dell'Eliseo.
Nel 1898 L'Estampe moderne pubblica Tristesse sur la mer.
Nel 1931 Ulmann riceve il premio Pierre Puvis de Chavannes.

## Opere

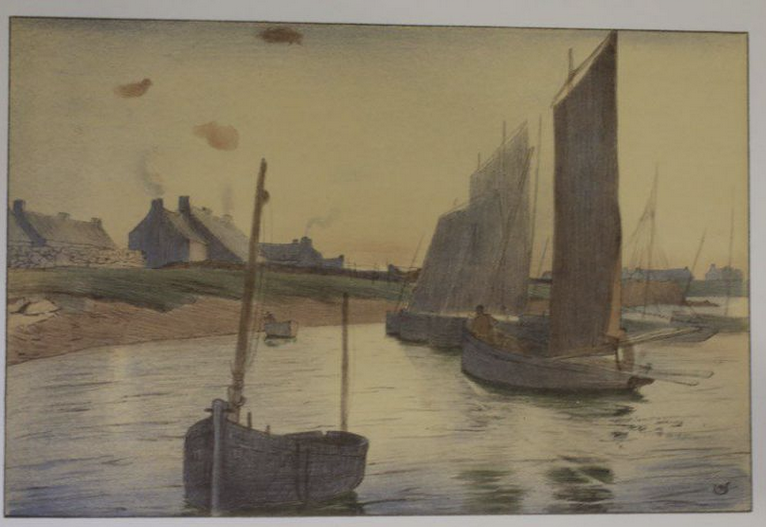
Ulmann, Tristesse sur la mer

Le Museo d’Orsay conserva numerose sue opere:
- Grande marée à Trébeurden[2];
- La Seine au Trocadéro ;
- Le canal de la Bastille[3];
- Le pré de Biez[4].

Il Museo di Belle Arti di Quimper conserva una Marine bretonne.